# Alain Boublil
Alain Boublil (* 5. März 1941 in Tunis, Tunesien) ist ein französischer Musical-Autor.

## Leben
Der gebürtige Tunesier Alain Boublil zog im Alter von 18 Jahren nach Paris und begann dort, als Musikproduzent zu arbeiten und Liedtexte für französische Pop-Songs zu schreiben. 1973 schrieb er zusammen mit Jean-Max Rivière die Texte zu seinem ersten Musical La Révolution Française. Diese Arbeit brachte Boublil mit dem Komponisten Claude-Michel Schönberg zusammen.
Bei einer London-Reise im Jahr 1978 kam ihm beim Besuch des Musicals Oliver! die Idee, eine Musical-Version von Victor Hugos Roman Les Misérables zu schreiben. Gemeinsam mit Jean-Marc Natel verfasste er die Liedtexte, die Musik schrieb Claude-Michel Schönberg. 1980 wurde Les Misérables in Paris uraufgeführt. 1985 brachten Boublil und Schönberg zusammen mit Cameron Mackintosh, den Boublil zwei Jahre zuvor kennengelernt hatte, als dieser ihn für das ABBA-Musical ABBAcadabra verpflichtet hatte, Les Misérables im Londoner West End auf die Bühne.
Die erfolgreiche Zusammenarbeit mit Schönberg fand ihre Fortsetzung 1989, als in London das Musical Miss Saigon Premiere feierte. Das 1996 uraufgeführte Musical Martin Guerre verfasste Boublil wiederum zusammen mit Schönberg. Das neueste Musical des Autorenteams Boublil/Schönberg trägt den Titel The Pirate Queen und wurde am 3. Oktober 2006 in Chicago uraufgeführt.
Neben der Arbeit als Musical-Autor hat Boublil auch das Schauspiel Le Journal d’Adam et Eve geschrieben, das auf zwei Kurzgeschichten von Mark Twain beruht (1994). 2002 wurde sein erster Roman Les Dessous de soi veröffentlicht, der mit dem Prix Prince Maurice du Roman d’Amour 2003 ausgezeichnet wurde. Außerdem hat er zusammen mit dem Komponisten Michel Legrand eine Bühnenfassung von Jacques Demys Roman Les Demoiselles de Rochefort verfasst, die im September 2003 uraufgeführt wurde. Alain Boublil lebt heute in London.

## Musicals
- La Révolution Française (1973 Paris)
- Les Misérables (1980 Paris, 1985 London, Tony Award/Bestes Musical 1987)
- Miss Saigon (1989 London)
- Martin Guerre (1996 London)
- The Pirate Queen (2006 Chicago, 2007 New York)
- Marguerite (2008 London)